# Persona electrónica
Persona electrónica es una expresión propuesta primero por el Comité de Asuntos Legales del Parlamento Europeo en un informe preliminar, del 31 de mayo de 2016, acerca de legislación civil para regular la robótica. Esta expresión se usó para describir el status legal potencial de robots autónomos de vanguardia, a fin de que se les atribuyan «derechos y obligaciones específicos, incluyendo la de reparar cualquier daño que puedan causar, y aplicando personalidad electrónica a casos donde los robots tomen decisiones autónomas o que de manera independiente interactúen con terceros».